# Rasmus Gøtke
Rasmus Wulff Nørholm Gøtke (født 24. juni 1997 i Fredericia) er en cykelrytter fra Danmark, der primært kører cykelcross og gravelcykling.

## Karriere
Efter at have kørt for Fredericia Cycle Club fra 2011 til 2013, skiftede Rasmus Gøtke fra starten af 2014 til Cykling Odenses nyetablerede juniorhold Riwal Cycling-Climacell Junior. I 2018 og 2019 kørte han for Team IBT-Ridley Sydkysten.
Gøtke har brugt meget af sin karriere på at køre cykelcross, og deltog blandt andet ved VM i cykelcross 2019, ligesom han har repræsenteret det danske landshold i mange World Cup-afdelinger. Senere begyndte han at dyrke gravelcykling, og i oktober 2022 var han på det danske hold ved det første VM-løb i gravel nogensinde.